# Glockenkogel
Der Glockenkogel (auch Glockenkogl oder Klockenkogel) ist ein 2828 m ü. A. hoher Berggipfel im Alpenhauptkamm der Granatspitzgruppe im Norden Osttirols. Neben dem Hauptgipfel besteht auch der 2679 m ü. A. hohe Westgipfel.

## Lage
Der Glockenkogel ist ein Gipfel im nördlichen Zentralbereich der Granatspitzgruppe. Er befindet sich am Tauernhauptkamm rund 1,5 Kilometer südlich der Landesgrenze zu Salzburg in der Gemeinde Matrei in Osttirol. Er liegt zwischen dem Haupmerkogel (2625 m ü. A.) im Westen, der Wilden Mander (2668 m ü. A.) im Süden und dem Sillingkopf (2858 m ü. A.) im Nordosten. Am Ostgrat des Glockenkogel trennt die Haupmerscharte (2542 m ü. A.) den Glockenkogel vom Haupmerkopf, am Südgrat liegt die Wilde Manderscharte (2615 m ü. A.), am Nordostgrat das Blaue Hütle (2740 m ü. A.) und die Glockenkogelscharte (2720 m ü. A.). Westlich und südlich des Gipfels verläuft der St. Pöltner Ostweg am Gipfel vorbei, nördlich liegt das Daberkees und der Dabersee.

## Aufstiegsmöglichkeiten
Für den Aufstieg auf den Glockenkogel bietet sich den Anstieg vom Matreier Tauernhaus oder der St. Pöltner Hütte über den St. Pöltner Ostweg zur Wilden Mander Scharte an, wobei man von ihr aus den Südgrat des Glockenkogels über einen breiten Rücken und einem schmalen, ausgesetzten Teil erreicht (UIAA II). Eine vergleichbare Schwierigkeit weist der 1923 von den Erstbesteigern genutzte Nordostgrat auf, dem man von der Glockenkogelscharte über das Blaue Hütle begeht (UIAA II). Die Nordwand erreicht man hingegen über das Daberkees, wobei man hier eine Steilrinne zwischen Haupt- und Westgipfel erklimmen muss (UIAA III). Die Anspruchsvollste Variante ist die Südwestwand (UIAA IV-).